# Bombagyár
A Bombagyár egy magyar közösségi blog volt, mely 2007 augusztusa és 2009 novembere között működött. Önmeghatározása szerint olyan bloggereket gyűjtött össze, akiket más helyről cenzúráztak, kitiltottak, vagy üldöztetést szenvedtek el munkásságuk miatt.

## Története
Polgár Tamás (Tomcat) 2004. február 7-én indította el a „polóboltjához” tartozó blogoldalt. Az akkor még kevesek által ismert blogot Polgár közéleti szereplései és botrányai után egyre több ember látogatta. A bombagyár.hu a blog.tomcatpolo.hu dizájnjára és struktúrájára épülve gyakorlatilag annak továbbfejlesztett változata, ahol azonban már nem csak Tomcat, hanem barátai is rendszeresen írtak bejegyzéseket és azokhoz – előzetes regisztrációt követően – hozzá is lehetett szólni. A közösségi blog indulása óta Tomcat régi blogja „archívumként” működik tovább. A másik előd Blogadmin (Bombagyáros nevén Blogin) blogja volt. A blogszolgáltató freeblog többször kitiltással fenyegette meg Blogadmint blogjának tartalma (különösen egyes, Talmudról szóló bejegyzések) miatt, és később törölte azt. A tartalmat Blogin utólag letölthetővé tette.
A Bombagyár nem csak Tomcat vagy Blogin blogja volt, hanem közösségi blog: Mellettük Molnárgörény, Farkas Roland, Főnix írásai olvashatók gyakran a portálon. Más szerzők (pl.: Athina, Ashnur, BiG, Gaf, Police, Dragon64) ritkábban írtak. Közülük sokan rendelkeznek saját, működő bloggal.
A Bombagyár.hu elindulása óta figyelte a szellemiségéhez közelálló bloggerek írásait, felkérve őket a közösség életében való részvételre. Az oldalon a regisztráció valódi azonossági adatok megadásához kötött (név, cím, telefonszám), elkerülve ezzel az internet anonimitásából fakadó visszaéléseket. Közvetlen az indulása után több kísérlet történt a feltörésére. 2008 márciusában állt üzembe a blog saját szervere, amit az olvasók adományaiból vásároltak. A szerver Horthy Miklós cirkálója után a Novara nevet kapta. A szerverre került később több, a Bombagyárhoz kötődő oldal is, például a Náczivadász blog és a tbomba torrent szerver.
2008 májusában a blog gyűjtést indított a vörösterror ideje alatt 1919. április 22-én a Lánchídon kivégzett ifjabb és idősebb Hollán Sándor emléktáblájának felállítására. A gyűjtés 2008 augusztusára befejeződött, később sokáig a különböző közhivatalok engedélyére vártak. A terv szerint a táblát 2009. március 21-én, a kommün kikiáltásának 90. évfordulóján szerették volna felavatni, ám a Fővárosi Önkormányzat tulajdonosi jogára hivatkozva megtiltotta a tábla felállítását, azonban ezt a közösség nem hagyja annyiban. A döntés után Tomcat kérésére Wittner Mária levelet írt Demszky Gábornak, tiltakozva a döntés ellen. Végül a tiltó határozat ellenére ismeretlen személyek a táblaavatás tervezett napja előtti éjszaka elhelyezték az emléktáblát a helyére, ahol másnap ünnepélyes keretek közt át is adták azt. A táblát ismeretlen tettesek vörös festékkel fújták le, azután 2009 októberében először összetörték, majd pár nappal később eltulajdonították.
A Bombagyár Rádió megszüntetése után, 2009. november 8-án érkezett híradás arról, hogy maga a Bombagyár közösségi blog is megszűnik. Ezt Tomcat másnap „hivatalosan” is megerősítette egy búcsúbejegyzéssel. A leállást 2010 tavaszára tervezték, azonban nem részletezett okok miatt korábban sor került rá. 2015 elején tőle függetlenül a blog bombagyar.hu webcímén teljesen más tartalommal indítottak szolgáltatást.

## Bombagyár rádió
A Bombagyár rádió a bombagyár.hu heti rendszerességgel pénteken megjelenő letölthető rádióadása volt. Maga a rádió még a blog indulása előtt indult, 2007 augusztusában. Állandó résztvevője volt Tomcat és Blogin. A rádióműsorban a heti híreket beszélték át, illetve interjúkat közöltek egyfajta „nemzeti radikális Heti Hetesként”. A rádióban általában meghívott vendégek is szerepet kapnak, mint például Budaházy György vagy Toroczkai László.
A készítők a 40. adás után DVD-n jelentették meg az addigi rádióadásokat, amelynek árusításából befolyt összeget a Hollán Sándor-emléktáblára fordították, majd a 41-80. adást tartalmazó a második DVD-ből befolyt összegeket pedig egy Gázai övezetbeli kórház számára felajánlott víztisztító-készülékre fordítják.
Tomcat a 84. adásban bejelentette, hogy nem folytatják tovább a Bombagyár Rádiót, ezzel összhangban pár napra rá a Bombagyár is megszűnt.

## Bombagyár TV
- A bombagyár tévés közvetítése a Blaha Lujza téri Mauglinak becézett 12 éves roma fiú, Gábor István bemutatásával indult, aki arról vált hírhedtté, hogy sorozatosan súlyos bűncselekményeket követett el az aluljáróban kihasználva fiatal kora miatti büntethetetlenségét. Az első adást Blogin vezette.
- 2008. január 24-én Fekete Pákóval készítettek interjút a Bombagyár TV keretében, annak kapcsán, hogy fejtse ki a véleményét, világnézetét az aktuális politikai és társadalmi helyzetről. A meghívásban szerepet játszhatott, hogy előzőleg a kuruc.info hírportál közzétette Pákó telefonszámát, akit ezután állítólag sokan felhívtak. A műsor alatt Pákó többször „ Sieg Heil!”, „Kitartás!”, „Éljen a Nemzetvezető!” mondatokat mondott, illetve szalutált karlendítéssel, a jobb kezét szemmagasságba emelve. Ezen kívül mondott sértő mondatokat a hazai cigányságról, akikről rossz tapasztalatai voltak. Beszámolt hazája, Nigéria gazdasági elmaradottságáról is, majd Tomcat közbevetésére megerősítette, hogy szerinte is a zsidók hibásak ezért. A műsor alatt láthatóan végig vidám volt, önszántából cselekedett, kényszerítésnek nyoma sem volt.[26][27] Másnap azonban több portálnak (Blikk, Ma.hu) is úgy nyilatkozott, hogy kényszerítették, és a műsor során leitatták.[28][29] Ezzel szemben a bombagyar.hu stábja kijelentette, hogy semmi ilyesmi nem történt, Pákó végig tudta mit csinál. Az énekes állítása szerint 10 oldalnyi, cigányokkal és zsidókkal kapcsolatos brosúrát nyomtak a kezébe, amit át kellett olvasnia. Tomcat szerint ez csak a műsorterv volt, amit nyilvánosságra is hoztak az oldalon, ahol szó sem esik ilyesmikről.[30] A riportok napvilágra kerülése után az Tomcat beperelte Pákót rágalmazás és becsületsértés miatt.[31] Fekete Pákót az eset után kitiltották a TV2 és az RTL Klub képernyőiről.[32] 2008 októberében az RTL Klub megbocsátott Pákónak és szerepelteti a Celeb vagyok, ments ki innen című műsor második szériájában.
- 2008. szeptember 28-án az Animal Liberation Front akciót szervezett Toepler Zoltán Gecy című, Az ember tragédiája-feldolgozása előadásának megzavarására. A nemzeti radikálisok szerint pornográf tartalmú, trágár hangvételű[33] színdarab ellen már bemutatása előtt tiltakozott a nemzeti radikális oldal Madách és a Tragédia meggyalázásaként értékelve azt.[34] Az akció során állati ürülékkel öntötték le a rendező ifj. Sebő Ferencet. Az esetet rögzítette a Bombagyár TV, a helyszínen lévő Tomcat és Blogin magában az akcióban nem vett részt.[35][36]

## Érdekességek
- 2007. december 20-án ezen az oldalon mutatták be először a Kárpátia által írt és előadott Magyar Gárda-indulót.[37]
- Tomcat többször tett lépéseket az őt és a Bombagyárat kritizáló közösség[38] Bombagyárba regisztrált, és a Bombagyár házirendjét megsértő tagjainak felkutatására. Az első alkalommal egy körlevelet küldött szét a regisztrált felhasználóknak, amiben szerepelt egy IP-cím, azonban mindegyik levélben más. A fórumba bemásolt körlevelek alapján tudta, hogy milyen néven regisztráltak a Bombagyárba az ottani tagok, és kitiltotta őket.[39] Másodszor szintén egy körlevelet küldött, IP-cím helyett egy összegyűlt összeg állt benne, azonban a „lebukott” felhasználókat ezúttal nem tiltotta ki.[40]
- A Bombagyár fél éven át gyűjtötte az egy- két- és ötforintosokat a Lelenc Kutyamentő Egyesületnek - emellett weboldalán ingyen reklámozta őket. Az egyesület azonban csak az átadáskor jelezte, hogy politikai okok miatt nem veszi át az összeget. A Bombagyár ezért a pénzt egy másik kutyamentő szervezetnek, a Minimenhelynek ajánlotta fel.[41]
- A Bombagyár egyes tagjainak szervezésében az oldal 2008. augusztus 9-étől torrentoldalt is üzemeltet Tbomba néven. Bárki díjmentesen regisztrálhat és fel- illetve letölthet fájlokat. Az oldalt először az Extra.hu és egy külföldi portálszolgáltatónál tesztelték, ám azok szabályzatának ellent mondott, így augusztus 11-étől továbbköltözött végleges helyére.[42]

## A Bombagyár által szervezett rendezvények
2008. április 7-én hirdetett Tomcat flash mobot a Hollán Ernő utcába, miután állítólag magyarsága miatt nem voltak hajlandóak kiszolgálni egy lányt egy jegyirodában. Az eseményen nagyszámú, bejelentés nélküli ellentüntető vett részt, akiket később a rendőrség feloszlatott. Később Polgár péntekre, április 11-ére bejelentett egy immár szervezett tüntetést, szintén a jegyiroda elé. Válaszul a kormánypártok is tüntetést jelentettek be ugyanoda, egy időben. Az eset nagy médianyilvánosságot kapott, köszönhetően a több ezer résztvevőnek és az utána következő tüntetések során történt előállításoknak.
A 2008-as melegfelvonulásra (Meleg Méltóság Menete) a Bombagyár is nagy erőkkel készült. Tomcat javaslatára heteroszexuális ellenfelvonulást szerveztek az eredeti menettel megegyező, ám ellentétes haladási útvonalon. Így ők az egykori Regnum Marianum templom helyétől indultak, az Andrássy úton, szembe a Meleg Méltóság Menettel. A saját állítása szerint mintegy 200 fős menetet a rendőrség szigorúan őrizte, a Kodály köröndnél találkoztatta a szembejövő felvonulókkal, mivel ott volt lehetőség a legjobban elszeparálni őket. Még két akcióval is készültek a közösség tagjai, két tagjuk még a felvonulás kezdetekor beépült a melegek közé és bűzös folyadékkal locsolta meg a tömeget vízipuskákból. Később a rendőrök mindkettejüket elvezették. Szintén ehhez kapcsolódó, hogy a rendőrség előállított három fiatalt, akik egy Andrássy úti lakásból akarták állati ürülékkel, piros élelmiszerfestékkel, valamint vajsavval töltött tojásokkal megdobálni a melegfelvonulás részvevőit.